# Peter Haber (Historiker)

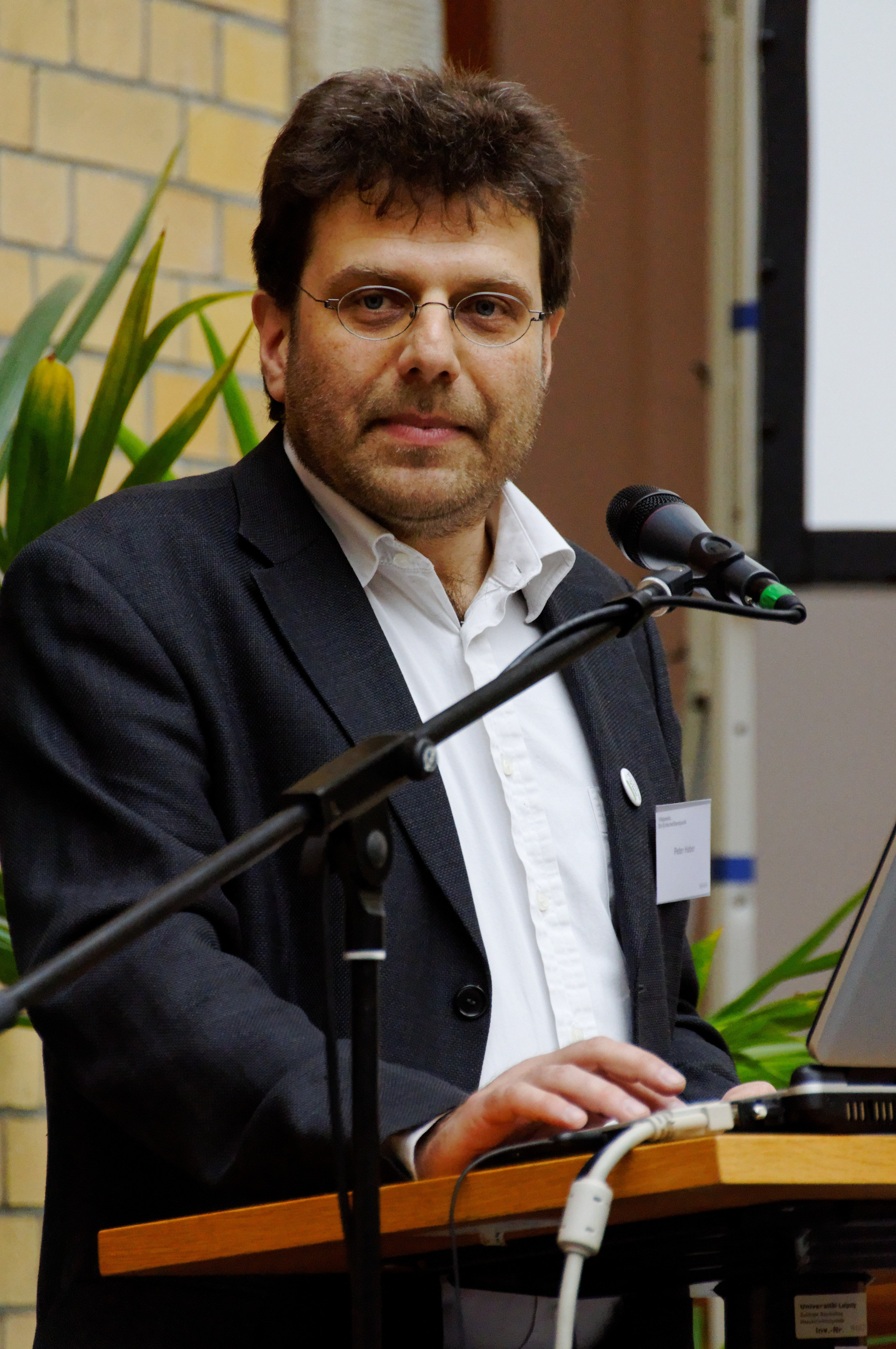
Peter Haber während eines Vortrags (September 2010)

Peter Haber (* 15. Januar 1964 in Basel; † 28. April 2013 ebenda) war ein Schweizer Historiker sowie Privatdozent für Allgemeine Geschichte der Neuzeit an der Universität Basel.

## Leben
Haber studierte Allgemeine Geschichte, Geschichte der Schweiz, Soziologie, Philosophie und Staatsrecht an der Universität Basel und der Albert-Ludwigs-Universität Freiburg. In Basel wurde er 2005 mit einer Dissertation über die Geschichte der Juden in Ungarn promoviert; ebendort habilitierte er sich anschliessend zum Thema Geschichtswissenschaft und digitale Medien. An der Universität Bern absolvierte er eine Zusatzausbildung in Archiv- und Informationswissenschaften.
Mit dem Schweizer Historiker Jan Hodel gründete er 1998 die Website hist.net, eine internationale Plattform zum Thema Geschichtswissenschaften im digitalen Zeitalter.
Seit 1999 unterrichtete er an der Universität Basel und der Universität Luzern, ab 2004 war er Fachredaktor von H-Soz-u-Kult.
Im Rahmen eines Forschungsprojektes von 2007 bis 2011 beschäftigte sich Haber gemeinsam mit Hodel mit der Bedeutung der Wikipedia für die Geschichtswissenschaften. Ausserdem untersuchte er die historische Fundierung des Selbstverständnisses der Wikipedia als Nachfolger der Bibliothek von Alexandria sowie der Encyclopédie. Seine Kritik an Wikipedia-Artikeln im geisteswissenschaftlichen Bereich formulierte er wie folgt:

«Die Schwächen der Wikipedia (liegen) ausgerechnet dort […], wo viele ihre größte Stärke vermuten: Sie eignet sich nicht besonders gut dafür, sich einen ersten Überblick über ein komplexes Thema zu verschaffen. […] Es ist eine höchst anspruchsvolle Aufgabe, auf knappem Raum in ein geschichtswissenschaftliches Thema einzuführen. Solche Beiträge eignen sich nicht dafür, kooperativ verfasst zu werden.»

Im Sommersemester 2010 war Haber Gastprofessor für Geschichte, Didaktik und digitale Medien an der Universität Wien.
Haber starb am 28. April 2013 nach langer schwerer Krankheit.

## Peter-Haber-Preise
In Erinnerung an ihn wird seit 2016 der Peter-Haber-Preis für exzellente Matura-Arbeiten im Kanton Basel-Stadt zu Medien & Geschichte verliehen.
2021 wurde der Peter-Haber-Preis für digitale Geschichte ins Leben gerufen.

## Schriften (Auswahl)
Monografien
- mit Anna Sax, Daniel Wiener: Das Existenzmaximum. Grundlagen für eine zukunftsfähige Schweiz. Werd-Verlag, Zürich 1997, ISBN 3-85932-212-5.
- Die Anfänge des Zionismus in Ungarn (1897–1904). Böhlau, Köln u. a. 2001, ISBN 3-412-10001-3.
- Zwischen jüdischer Tradition und Wissenschaft. Der ungarische Orientalist Ignác Goldziher (1850–1921). Böhlau, Köln u. a. 2006, ISBN 3-412-32505-8 (Dissertation).
- mit Erik Petry, Daniel Wildmann: Jüdische Identität und Nation. Fallbeispiele aus Mitteleuropa. Böhlau, Köln u. a. 2006, ISBN 3-412-25605-6.
- Digital Past. Geschichtswissenschaft im digitalen Zeitalter. Oldenbourg, München 2011, ISBN 978-3-486-70704-5.

Herausgeberschaften
- Budapest. Jüdisches Städtebild. Jüdischer Verlag, Frankfurt am Main 1999, ISBN 3-633-54159-4.
- Computergeschichte Schweiz – eine Bestandsaufnahme. Chronos, Zürich 2009, ISBN 978-3-0340-0985-0.
- mit Martin Gasteiner (Hrsg.): Digitale Arbeitstechniken für die Geistes- und Kulturwissenschaften. UTB/Böhlau, Wien 2010, ISBN 978-3-8252-3157-6.

Zu Wikipedia
- Wikipedia. Ein Web 2.0-Projekt, das eine Enzyklopädie sein möchte. In: Geschichte in Wissenschaft und Unterricht 63 (2012), H. 5–6, S. 261–270.